# Hispodonta tarsata
Hispodonta tarsata là một loài bọ cánh cứng trong họ Chrysomelidae. Loài này được Chapuis miêu tả khoa học năm 1876.